# Jubileumssanatorium
Jubileumssanatorium kallades fyra sanatorier i Sverige avsedda för vård främst av obemedlade tuberkulospatienter. De kallades även folksanatorier.
Det var svårt för fattiga att få vård mot tuberkulos under slutet av 1800-talet. Svenska Läkaresällskapet dryftade frågan och förordade att "folksanatorier" borde uppföras efter tysk modell. På 25-årsdagen av sitt trontillträde, den 18 september 1897, uppvaktades kung Oscar II med 2 218 170 kronor från en insamling bland allmänheten. Denna summa blev grunden till Konung Oscar II:s jubileumsfond. De insamlade medlen räckte till två av de tre planerade sanatorierna, och sedan staten 1898 tillskjutit 850 000 kunde alla tre förverkligas. Sanatorierna skulle ligga i var sin landsända, ett i norra, ett i mellersta och ett i södra Sverige.
De tre sanatorierna var:
- Hässleby sanatorium, Mariannelund (1901)
- Hålahults sanatorium, Ervalla (1900)
- Österåsens sanatorium, Sollefteå (1901)

Arkitekterna bakom byggnaderna var Axel Kumlien (Hålahult och Hässleby) och Fredrik Lilljekvist (Österåsen). Överstyrelsen för Konung Oscar II:s jubileumsfond fick i uppdrag att förvalta och driva dess tre sjukhus. Behovet av vård av tuberkulossjuka var emellertid stort varför staten senare tillsköt ytterligare medel så att Spenshults sanatorium i Halland kunde byggas och invigas 1913. Detta blev det fjärde sanatoriet som överstyrelsen hade i uppdrag att förvalta.